# 国東町
国東町（くにさきまち）は、かつて大分県東国東郡にあった町である。
2006年3月31日に姫島村を除く東国東郡の各町と新設合併して国東市となり消滅した。

## 地理
国東半島の東部に位置する。集落は海岸に近い地域に点在している。
- 山：両子山、文珠山、小門山、大嶽山

## 歴史
『和名類聚抄』に記載された国埼郡国前郷に比定される。
- 1889年4月1日 - 町村制実施により、川原村、北江村、田深村、安国寺村、鶴川村の区域をもって国崎村が発足。
- 1894年11月8日 - 国崎村が町制施行。国東町となる。
- 1897年3月9日 - 富来村が町制施行。富来町となる。
- 1901年4月1日 - 国東町と小原村が対等合併し、新町制による国東町となる。同時に豊崎村の一部を編入。
- 1921年4月1日 - 来浦村が町制施行。来浦町となる。
- 1954年3月31日 - 国東町・上国崎村・豊崎村・富来町・来浦町が対等合併し、新町制による国東町となる。同時に旭日村の一部を編入。
- 2006年3月31日 - 国見町・武蔵町・安岐町と新設合併し国東市となる。

## 地域

### 教育

#### 高等学校
- 大分県立国東高等学校
- 大分県立国東農工高等学校

#### 中学校
- 国東町立国東中学校
- 国東町立来浦中学校
- 国東町立富来中学校
- 国東町立城崎中学校

#### 小学校
- 国東町立国東小学校
- 国東町立来浦小学校
- 国東町立富来小学校
- 国東町立大恩小学校
- 国東町立上国崎小学校
- 国東町立豊崎小学校
- 国東町立小原小学校
- 国東町立旭日小学校

### 電気
当初は町営事業として1911年（明治44年）7月に許可を受けたが1913年（大正2月）11月に国東電気に事業譲渡し1915年（大正4月）2月になり事業開始した。発電所はもたず九州水力電気より受電した。

## 交通

### 鉄道
- 鉄道駅はなし[注 1]。最寄り鉄道駅はJR九州日豊本線杵築駅（杵築市）[3]。

### 空港
- 空港はなし。最寄り空港は大分空港。

### 港湾
- 国東港（地方港湾）
  - 国東地区（旧国東港）[4] - 旅客航路はなし。
  - 富来地区（旧富来港）[4] - 旅客航路はなし。

### バス路線
- 大分交通グループ（大分交通・国東観光バス）
  - 大分市 - 別府市 - 日出町 - 杵築市 - 安岐町 - 大分空港 - 武蔵町 - 国東町
  - 国見町 - 国東町

### 道路
高速道路はなし。

#### 一般国道
- 国道213号
  - 道の駅くにさき

#### 県道
- 大分県道29号豊後高田国東線

## 名所・旧跡・観光スポット・祭事・催事

### 名所・旧跡
- 岩戸寺 - 石造宝塔は重要文化財。

### 祭事
- 修正鬼会 - 重要無形民俗文化財。岩戸寺、成仏寺で行われる。